# ジャズ・シンガー

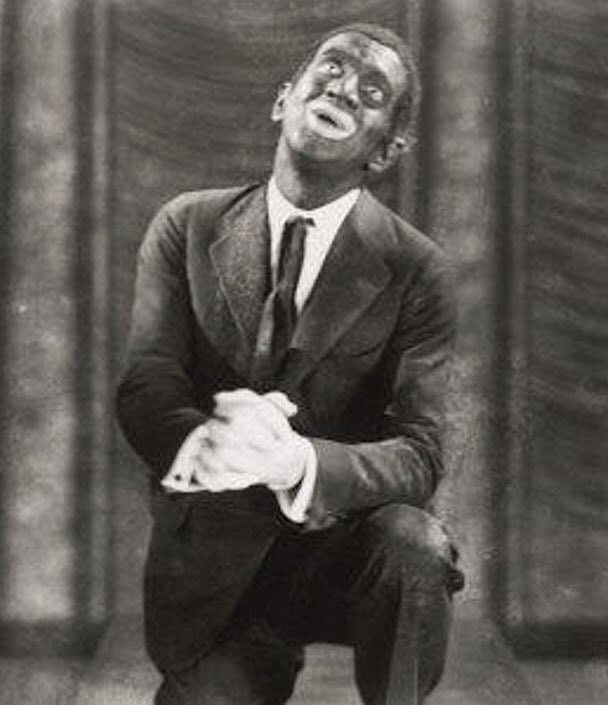
ブラックフェイスで歌うアル・ジョルソン。宣伝用写真から。

『ジャズ・シンガー』（The Jazz Singer）は、1927年10月6日にアメリカ合衆国のワーナー・ブラザースが公開し、ヴァイタフォン方式による音声付きの映画。やや不正確な表現であるが、しばしば長編映画として「世界初」のトーキーとして言及されることがある。（本作がトーキー映画であると同時に、世界初のミュージカル映画である事にも注目。）
「Wait a minute, wait a minute. You ain't heard nothin' yet! （「待ってくれ、お楽しみはこれからだ!」 直訳では「―君はまだ何も聴いてないんだぜ」）」というセリフが有名である。2005年6月に発表された「アメリカ映画の名セリフベスト100」ではこのセリフが第71位にランクインしている。映画全編を通してのトーキーではなく、部分的なトーキー（パートトーキー）だったが、驚異的な興行収入を記録し、トーキーの時代の幕開きとなった。第1回アカデミー賞で脚色賞部門でノミネートされた。
1953年と1980年にリメイクされている。

## ストーリー
ユダヤ人の少年ジェイキー・ラーヴィノヴィッツは、ある酒場で俗的な歌を歌っていたのをユダヤ教司祭長で厳格な父に見つかり、勘当されてしまう。数年後。ジャック・ロビンというアメリカ人の名前を名乗ったラーヴィノヴィッツは、長年の夢であったジャズシンガーになり、人気を博していた。舞台女優メアリーと恋仲になったラーヴィノヴィッツは、彼女の手助けを得て大舞台で歌うことになるが、その前日、母が訪ねて来る。ラーヴィノヴィッツが歌う日は、ちょうどユダヤ人にとって聖なる日（ヨム・キプル）であり、ユダヤ人たちが父の運営する教会に集まり讃美歌を歌う日であった。ところが父が病気で倒れてしまったのだった。母がラーヴィノヴィッツを訪ねて来たのは彼に、父の代わりに讃美歌（コル・ニドレイ）を歌ってもらうよう頼むためだった。メアリーは「ラーヴィノヴィッツはもう立派なジャズ歌手であり自立した大人。そんな彼に親の都合を勝手に押し付け、大舞台をフイにして良いのか」と抗議する。しかし彼は敢えて、教会で讃美歌を歌うことを選ぶ。メアリーの「ジャズシンガーが賛美歌を歌っている」という嘆きの声を傍らに、ラーヴィノヴィッツは立派に父の代役を果たす。病床の父は、そんな息子の歌声を聴きながら息を引き取る。数か月後。改めて大舞台で歌うことになったラーヴィノヴィッツは顔に墨を塗り、黒人に扮しながらメアリー、母の前で「マイ・マミー」を熱唱する。母はそんな息子の姿を、涙を流しながら見守る。

## キャスト
- アル・ジョルソン
- メイ・マカヴォイ
- ワーナー・オーランド
- オットー・レデラー

## おもな劇中歌
- ブルー・スカイ
- マイ・マミー